# 超越时空的紫禁城
《超越时空的紫禁城》是中国故宫博物院与IBM合作开发的以互联网互动、三维图像全方位展示紫禁城的虚拟世界软件，於2008年10月10日正式啟用。注册登入的用户可以在软件中扮演某种清朝時代的身份，可選擇包括皇室艺术家、公主等，并与其他用户和软件操控的虛擬人物进行互动。
該軟體除了可以让用户在线体验紫禁城內的景象，还可以通过软件制订实际游览故宫的路线。在虚拟環境中游览各处景点和文物时，也有丰富的解說信息。用户还可以将感兴趣的画面保存为圖片，与他人共享。
《超越时空的紫禁城》是一个跨平台的软件，支持Windows XP、Vista、Mac OS X和Linux。推出時原本有官方網站，但現已停止運作，網址也轉手他人，但軟件仍可在其他網站下載。

## 外部連結
- YouTube - "The Forbidden City: Beyond Space & Time"介紹片段 （页面存档备份，存于）（英文）
- 位於Softpedia的下載點[永久]